# 石井章夫
石井 章夫（いしい あきお、1964年9月30日 - ）は、日本の元野球選手（捕手）、野球監督。
弟は元西武ライオンズの石井貴。

## 人物・来歴
神奈川県綾瀬市出身。桐蔭学園高等学校から慶應義塾大学に進学。野球部に所属し、東京六大学リーグ通算60試合出場、199打数45安打、打率.226、3本塁打、15打点。ベストナイン2回。3年秋の明治神宮大会では高校の後輩である志村亮とのバッテリーで優勝。
1986年のドラフト会議で横浜大洋ホエールズから2位指名を受けるも、父を早く亡くしていたという家庭環境からプロ入りを拒否し東京ガスに入社。大学を通じての同期には相場勤がいる。田辺学、片瀬清利らとバッテリーを組んで同社野球部で正捕手として12年間にわたってプレー。その後社業に就いた後、1998年よりコーチ、2003年からは3シーズンにわたって監督を務めた。片岡保幸、内海哲也は監督時代の選手。
2017年2月から社会人日本代表監督を務め、同年の第28回アジア選手権大会で優勝を果たしたほか、アジア競技大会では2018年のジャカルタ・パレンバン大会、2023年の杭州大会の2大会で指揮を執った。2023年10月、代表監督を退任した。